# پاسکواله پاسارلی
پاسکواله پاسارلی (آلمانی: Pasquale Passarelli؛ زادهٔ ۱۴ مارس ۱۹۵۷) کشتی‌گیر بازنشستهٔ اهل آلمان است که در دستهٔ وزنی ۵۷ کیلوگرم کشتی فرنگی برای آلمان غربی رقابت می‌کرد. پاسارلی برندهٔ مدال طلای المپیک ۱۹۸۴ لس آنجلس و نیز یک مدال طلا (۱۹۸۱) و یک برنز (۱۹۷۸) از مسابقات قهرمانی کشتی جهان است. پاسارلی همچنین یک مدال طلا (۱۹۸۱) و دو نقره (۱۹۷۹، ۱۹۸۴) را از مسابقات قهرمانی کشتی اروپا کسب کرده است.
وی در سال ۱۹۸۴ جایزه برگ بوی نقره‌ای را به عنوان ورزشکار سال آلمان دریافت کرد. پاسارلی المپیک ۱۹۸۰ مسکو را به دلیل تحریم این مسابقات توسط آلمان غربی از دست داد.